# Светлое (озеро, Североуральский муниципальный округ)
Светлое — бессточное озеро в восточных предгорьях Северного Урала в Свердловской области, расположено в 3,5 км к востоку от села Всеволодо-Благодатского и в 6 км юго-западнее села Шегультан Североуральского муниципального округа.
Озеро овальной формы, вытянуто с северо-запада на юго-восток. Площадь озера — 3 км², площадь водосборного бассейна — 6,5 км². Уровень воды — 162,2 м. Средняя глубина — 10-12 м, максимальная — 38 м (третий по глубине водоём Свердловской области). Вода светлая и относительно прозрачная. На глубине через систему карстовых колодцев соединяется с рекой Шегультан. На берегу озера находится карстовая пещера — Шахта Светлая.
С восточного берега открывается великолепный вид на гору Денежкин Камень. На северном берегу находится база отдыха. В озере обитают щука, окунь, карась, пескарь, плотва, ёрш, сазан.
Озеро и окружающий его сосновый бор являются местом произрастания редких растений, поэтому в 2001 году на территории озера и прилегающей территории был создан ландшафтный памятник природы областного значения с охраняемой площадью 865 га.
Код водного объекта — 14010502411111200012115.